# 威王 (斉)
威王（いおう、? - 紀元前320年、在位：紀元前356年 - 紀元前320年）は、中国戦国時代の田斉の第4代君主、王としては初代。父は桓公。姓は嬀、氏は田、諱は因斉、諡は威。

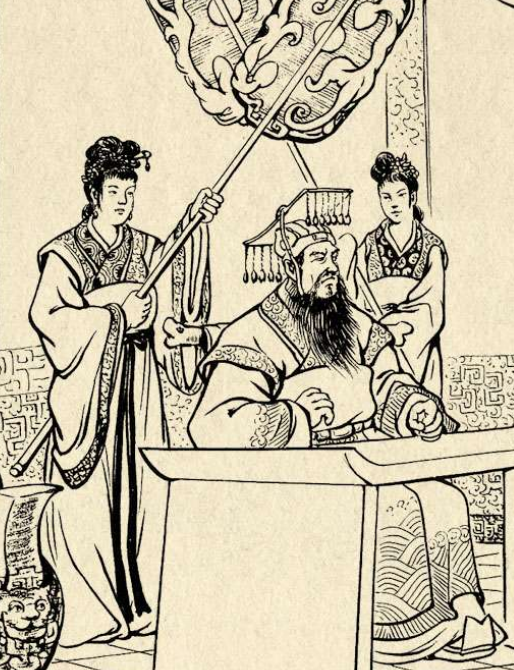
威王

## 即位後
先代・桓公が死去し、威王がその後を継ぐと、喪中を狙って三晋（かつて晋より分かれた魏・韓・趙の三国の事）や魯などに攻められ、次々と領土を奪われるが、威王はそれに対して何もしなかった。一度だけ魏の武侯が死んだ後の継承争いに介入して魏へ攻め込んだが、すぐに引き上げた。
その後も領土を奪われるが、威王は酒宴に耽り、政治は全て他人に任せ切りで内部は腐敗したが、臣たちは誰も威王に諫言しなかった。
と史記滑稽列伝に記されている。隠とは『隠語』のことで、威王は謎かけが好きで、側近とも謎かけで会話していたが、自分の出した謎がすぐに解けたりすると怒り、手が付けられない有様だった。しかしある時、淳于髠という者が威王にこのように謎かけをした。
「わが国には大鳥がいて、王庭にとどまっておりますが、この3年間鳴くことも飛ぶこともしません。この大鳥はなんでしょうか」と淳于髠は言い、これに威王は
と言った。「この大鳥は、飛ばねばそれきりだがひとたび飛べば天上まで飛び上がるだろう。また、鳴かなければそれきりだが、ひとたび鳴けば人々を驚かすだろう」と返答した。
この謎かけの後、威王は即墨（現在の山東省即墨）の大夫（地方長官）を呼び出し、「毎日の様にそなたを非難する声がわしの所に届いているゆえ、本当かどうか人をやって視察させたところ、政務は滞りなく行われ、他国からの侵略をよく防ぎ、田畑はよく耕され、皆豊かに暮らしており、領内はよく統治されているという。にもかかわらず非難の声があがるという事は、そなたはわしの側近に賄賂を渡さず、政務に励んでいた証左であるな」と言い、即墨の大夫は万戸の邑（領地）に封ぜられた。
次に威王は、阿の大夫を呼び出して、「毎日のようにそなたを賞賛する声が上がっているので、本当かどうか人をやって調べさせたところ、田野は開かれず、人々は貧しく、趙や衛がわが国を侵しても援軍を送らなかったという。にもかかわらず賞賛があるという事は、貴様、わしの側近に賄賂を贈り、名声を高めんとしおったな」と言い、阿の大夫は煮殺され、賄賂を受け取った側近も同様に処刑された。
このことを境に、威王は人が変わったように政務に励むようになり、72人の大夫を呼び出して功績のあるものは褒章し、怠けていたものは処刑した。また淳于髠を稷下の学士の長的存在とし、積極的に援助をして隆盛させた。
9年間の無為は人材を見極め、他国・あるいは悪役人たちを油断させるためのものであった。この故事から「鳴かず飛ばず」の故事成語が出来た。元の意味は将来の飛翔を期して雌伏の時を過ごしていると言う意味だが、現代では何も出来ずにいる状態を嘲る意味が強い。なお、これとほとんど同じ話が250年ほど前の楚の荘王にもあり、一つの話が後に分裂してしまったのか、あるいは年代的には後になる威王が荘王の真似をしたのかは不明である。
この粛清により、国中は威王を畏敬し大いに国が治まった。国が安定してから、威王はかつて侵略してきた国を攻め、それぞれ撃破した。各国は、急ぎ侵略した土地を返還し、20年もの間、斉を攻めようとしなかった。
田駢は斉の臣で、稷下の学士の一人である。彼は道家の人であり、斉王に万物平等論を説いた。この斉王とは威王のことであると思われる。田駢の説く万物平等論を聞いた斉王（威王）はいらいらして、
つまり「何か理想の話を聞かされたが、私が聞きたいのは現実の斉を治める方法だ」と答えた。それに対して田駢は、
と答えた。 「私の言う事と政治は無関係に見えますけれど、これは材木を欲しがっている人に林の中の木の話をしているようなもので、私の話にも政治に取り入れられるものがあります。」 という意味だ。このような話も関係して、威王は稷下の学者村を創る気になった。
紀元前358年、魏侯罃（のちの魏の恵王）と会見したとき、魏侯は威王に対して「あなたも宝を持っているでしょう？」と聞き、威王は持っていないと答えた。魏侯はそれをいぶかしみ、「私でも車12台を照らすことの出来る1尺の珠を持っています。どうしてあなたが持っていないことがあるでしょうか。」と問いただした。これに対して威王は「私の考える宝はあなたのとは違う。我が国の宝は人材です。檀子に南の南城、眄子に西の高唐、黔夫に北の徐州を守らせたところ、敵からぐうの音も出なくなりました。また種首に盗賊を取り締まらせたところ、治安が良くなり、道に落ちた物を拾う者がいなくなりました。これらの宝は千里をも照らす事ができますぞ。車12台など。」と答え、これを聞いた魏侯は恥じ入った。

## 覇権
紀元前357年、桓公が死去し、威王がその後を継ぐと、明年、魏が趙の都の邯鄲を包囲した際、趙が斉に救いを求めた。
威王は重臣たちを召して趙を救うべきかどうかを諮った。宰相の鄒忌は反対したが、段干朋は「義として援けるのが良いし、魏が邯鄲を取ってしまうと斉に不利です。魏が趙を討った時に魏の後ろからこれを討てば良いでしょう。」と説いて、威王はこれを採用し、孫臏の軍略によりこれを打ち破った。俗に“囲魏救趙”と呼ばれる策である。
また、鄒忌に説かれて、威王に諫言を進めた者には賞をくだす、という政令を出し、自らを改めた。その政令発布1年後には諫言を進める余地が無くなり、諫言を進めるものがいなくなった。これを聞いた燕・趙・韓・魏は恐れ、斉に朝貢したのだった。
その後、田忌と宰相の鄒忌との対立が激しくなり、鄒忌が田忌を陥れ、田忌は楚へ逃亡した。